# Rodolfo Pio

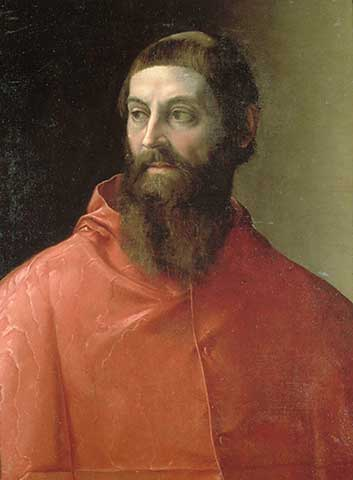
Kardinal Rodolfo Pio (Porträt von Francesco de' Rossi (Il Salviati), um 1540)

Rodolfo Pio da Carpi (* 22. Februar 1500 in Carpi bei Modena; † 2. Mai 1564 in Rom) war ein Kardinal der katholischen Kirche.

## Biografie

Kardinalswappen (modernes Schema)

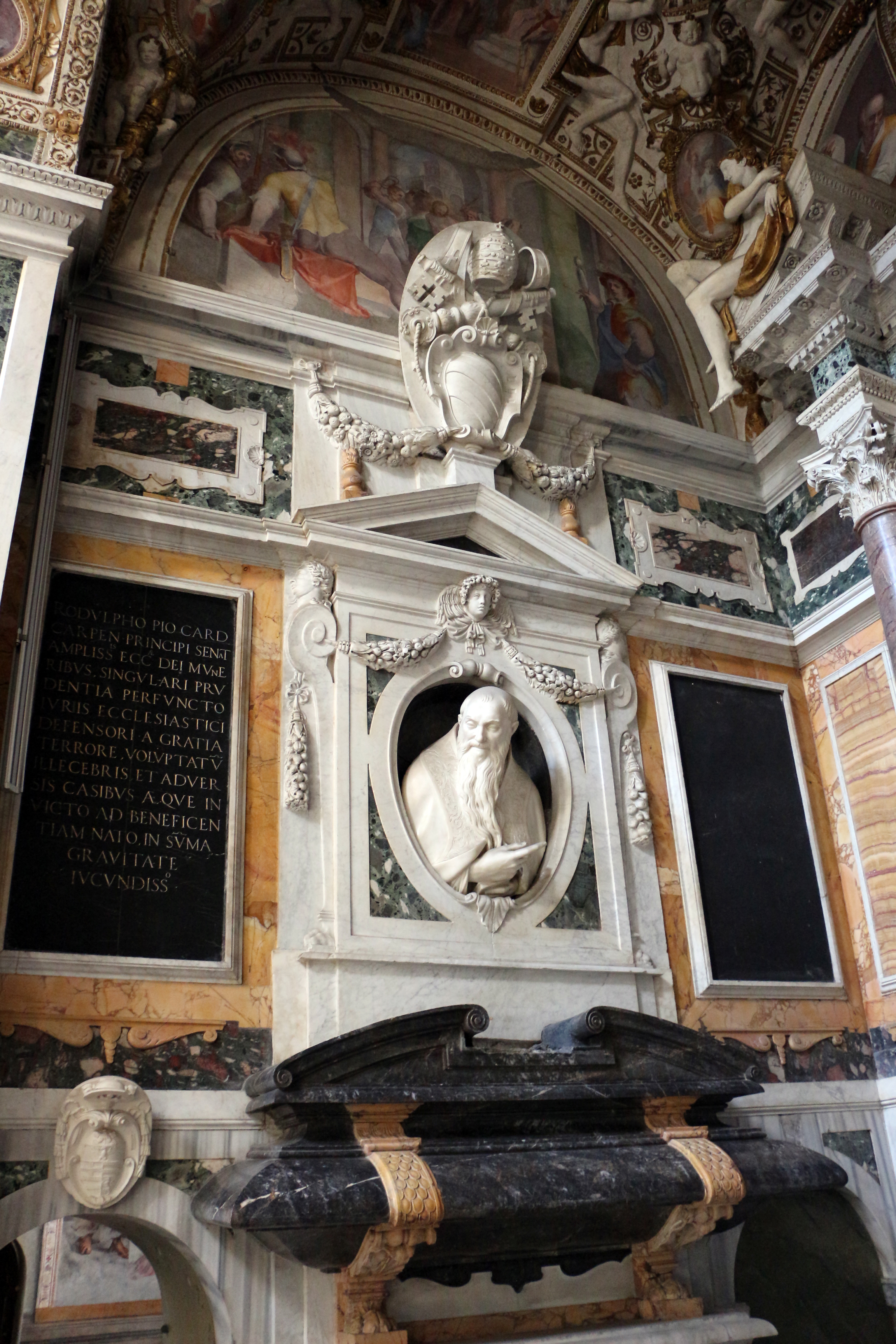
Denkmal für Kardinal Rodolfo Pio (Kirche Santissima Trinità dei Monti, Rom, ca. 1567)

Rodolfo Pio war der Sohn von Lionello II. Pio und dessen Frau Maria geb. Martinengo. Des Vaters Bruder Alberto III. Pio, herrschte als letzter regierender Graf der Familie über die Grafschaft Carpi und war ein erklärter Gegner des aufkommenden Protestantismus sowie ein großer Sammler von griechischen, lateinischen und hebräischen Büchern. Der Neffe erbte diese Bibliothek später von seinem Onkel.
Rodolfo studierte zunächst unter dem Humanisten Aldo Manuzio und erhielt hier eine generelle humanistische Ausbildung. Später studierte er Jura, Philosophie und Theologie in Padua und Rom. 1528 wurde er Bischof von Faenza, empfing die Bischofsweihe aber erst 1533 durch Kardinal Bonifacio Ferrero; Mitkonsekratoren waren Onofrio Bartolini de’ Medici, Erzbischof von Pisa, und Guglielmo (Alessandro) OSA, Weihbischof in Ivrea. Seit 1529 wirkte er als zudem als Nuntius in Frankreich (bis 1537) und später auch für Savoyen. Pio war an der Vorbereitung eines Reformkonzils beteiligt. Papst Paul III. kreierte ihn am 22. Dezember 1536 zum Kardinal und ernannte ihn 1537 zuerst zum Kardinalpriester der Titelkirche Santa Pudenziana, dann von Santa Prisca. 1543–1544 wechselte er zur Titelkirche San Clemente, von 1544 bis 1553 hatte er Santa Maria in Trastevere inne. Im Januar 1540 wurde er Legat in den Marken. 1544 trat er von seinem Amt als Bischof von Faenza zurück und wurde apostolischer Administrator des Bistums Girgenti auf Sizilien. Nachdem er 1553 von Papst Julius III. in die Klasse der Kardinalbischöfe aufgenommen worden war, erhielt Pio in Folge die suburbikarischen Bistümer Albano (1553), Frascati (1553), Porto e Santa Rufina (1555) und schließlich 1562 Ostia und Velletri zugewiesen, womit er zugleich zum Dekan des Kardinalskollegiums aufstieg.
Pio da Carpi vertrat die Inquisition und verteidigte die seinerzeit neuen Orden der Kapuziner und Jesuiten. Als Kardinal konnte er an vier Konklaven teilnehmen: 1549/1550, April 1555, Mai 1555 und 1559. Andere Kardinale aus der gleichen Adelsfamilie waren Carlo Emanuele Pio (ernannt 1604) und Carlo Pio (ernannt 1654).